# Жахіття Данвіча
«Жахіття Данвіча» (англ. The Dunwich Horror) — оповідання Говарда Філліпса Лавкрафта, написане 1928 року. Вперше було опубліковане в квітні 1929 року, видане журналом «Weird Tales» (стор. 481—508). Події розгортаються у вигаданому містечку — Данвічі, в штаті Массачусетс. Вважається однією з основних історій Міфів Ктулху.

## Сюжет
Твір подається як оповідь про нещодавні події в селі Данвіч, що здавна має лиху славу. Попри мальовничу місцевість, у Данвіч боялися заходити жителі навколишніх міст, оскільки тутешні люди були вироджені й потворні, а на пагорбах стояли мегаліти, коло яких індіанці в давнину справляли жахливі ритуали.
Коли в жінки Лавінії народився син, Вілбур Уотлі (Wilbur Whateley), про якого йдеться в оповіданні, з пагорбів доносився дивний шум, і всі собаки в окрузі шалено гавкали всю ніч. Вілбур був дивною дитиною, несхожий на батьків, а мати народила його без чоловіка, пишалася ним і постійно казала про його незвичайні можливості. Вілбур ріс настільки швидко, що до своїх десяти років він був уже цілком схожий на дорослого чоловіка не тільки зовні, але і розумово. Хоча він відрізнявся від місцевих селян мовою і виглядом, його зовнішність все ж була негарною: з малим підборіддям, видовженими вухами і жовтою пористою шкірою. Вілбура ненавиділи собаки і сторонилися сусіди. Дід скоро став перебудовувати свій будинок, створивши дивне порожнє приміщення без вікон, звідки долинали непоясненні звуки. Також насторожувало, що він купляв усе нову худобу, але його череда не більшала. Перед смертю старий Уотлі заповів онуку годувати істоту, яку він тримав у будинку, щоб вона зміцніла і врешті змогла розплодитися, повернувши на Землю її колишніх володарів. Після цього зникла Лавінія, а Вілбур успадкував колекцію чаклунських книг. Він вперше покинув Данвіч, вирушивши до Аркгема, щоб дізнатися відсутнє в колекції закляття із книги Некрономікон. Після цього в Данвічі почали чути дивний підземний гул.
Бібліотекар Генрі Емрітейдж не дав Вілбуру книги, знаючи про силу її заклять. Тоді той потай намагався викрасти Некрономікон, але на злодія напав сторожовий пес і загриз його. Емрітейдж застав Уотлі в його справжній формі: зверху виглядаючи як людина, нижче пояса він мав мішанину щупалець, очей, і схожі на ящерові ноги. Труп швидко розклався, лишивши тільки безформну білу масу.
З будинку Уотлі щось вирвалося і відтоді вдень переховувалося в хащах на пагорбах, а вночі нападало на худобу, пожираючи й калічачи її. Що це було не вдавалося визначити, лише сліди свідчили, що істота має багато ніг і здатна долати будь-які перепони. Врешті жертвою чудовиська стала родина фермера Елбера Фрая. Ці події привернули увагу журналістів, Емрітейдж отримав щоденники Вілбура, написані штучною мовою.
Бібліотекарю вдалося розшифрувати писемність, з чого він дізнався про задум Вілбура повернути на Землю Великих Древніх шляхом пробудження похованої в Данвічі невидимої потвори. Ці могутні істоти, що вже володіли планетою в далекому минулому, забрали б її назад у свої виміри, знищивши всіх людей. Генрі вдалося визначити, що старий Уотлі прикликав Йоґ-Сотота, божество, здатне керувати переходами між світами, від якого завагітніла Лівінія. Нажаханий бібліотекар наважився знищити прикликану Вілбуром істоту. Він покликав на допомогу професора Воррена Райса і доктора Френсіса Моргана. Втрьох вони вирушили в Данвіч.
Доти чудовисько заподіяло ще більших руйнувань. Генрі, Воррен і Френсіс піднялися на пагорб, куди прямувала потвора, і обприскали її заздалегідь приготованим зіллям, що зробило істоту видимою. Вона виявилася бридким створінням з яйцеподібним тілом, багатьма ногами та щупальцями і половиною людського лиця. Вчені вимовили віднайдене в окультних книгах закляття, яке знищило чудовисько. Перед смертю воно просило допомоги в батька, але марно.
Покінчивши з жахіттям Данвіча, Генрі зробив висновок, що потвора була близнюком Вілбура. Покидаючи Данвіч, він дав селянам вказівку зруйнувати індіанські капища на пагорбах. З того часу всі вказівники на Данвіч було знесено і село лишилося майже відрізаним від світу, оповите моторошними легендами.

## Екранізації
- «Жахіття Данвіча (фільм, 1970)»
- «Жах у Данвичі (фільм, 2009)»
- «Жахіття Данвіча та інші твори Лавкрафта» (2010)